# Calhan
Calhan è un centro abitato (town) degli Stati Uniti d'America, situata nella contea di El Paso dello Stato del Colorado. Al censimento del 2000 la popolazione era di 869 abitanti.

## Geografia fisica
Secondo i rilevamenti dell'United States Census Bureau, Calhan si estende su una superficie di 2,25 km² (0,87 mi²).